# Priorskov
Priorskov er en avlsgård på Lolland, nær Guldborg Sund, 3 km syd for Sundby. Den hører under Fuglsang. Den fredede hovedbygning er opført i 1854.
Fuglsang / Priorskov Godser er på 1731 hektar

## Ejere af Priorskov
- (1609-1611) Knud Eriksen Rud
- (1611-1630) Corfitz Eriksen Rud
- (1630-1638) Helvig Corfitzdatter Rud gift Krabbe
- (1638-1661) Vibeke Gregersdatter Krabbe gift Daa
- (1661-1685) Dronning Sophie Amalie
- (1685-1726) Kronen
- (1726) Christian Carl Gabel
- (1726-1757) Abraham Lehn
- (1757-1788) Cathrine Margrethe Abrahamsdatter Lehn gift von Wallmoden
- (1788-1793) Christopher Georg von Wallmoden
- (1793-1819) Frederik von Wallmoden
- (1819-1835) Peter Johansen de Neergaard
- (1835-1849) Johan Ferdinand Petersen de Neergaard
- (1849-1850) Enkefru Charlotte Louise Elisabeth de Neergaard
- (1850-1863) Carl Peter Ulrich Johansen de Neergaard
- (1863-1866) Enke Fru de Neergaard
- (1866-1915) Rolf Viggo Carlsen de Neergaard
- (1915-1947) Ellen Bodil Hartmann gift de Neergaard
- (1947-) Det Classenske Fideikommis